# Убиство у Оријент експресу (филм из 1974)
Убиство у Оријент експресу (енгл. Murder on the Orient Express) је британска филмска мистерија из 1974. године, режисера Сиднија Лумета, према сценарију који је Пол Дејн написао на основу истоименог романа Агате Кристи. Филм прати белгијског детектива Херкула Поароа (Алберт Фини), који је замољен да истражи убиство богатог Американца у возу Оријент експрес. Остале улоге тумаче Лорен Бакол, Мартин Балсам, Ингрид Бергман, Џеклин Бисет, Жан-Пјер Касел, Шон Конери, Џон Гилгуд, Венди Хилер, Ентони Перкинс, Ванеса Редгрејв, Рејчел Робертс, Ричард Видмарк, Мајкл Јорк, Џорџ Кулурис, Денис Квили и Колин Блејкли.
Филм је биоскопски објављен 21. новембра 1974. и наишао је на позитивне рецензије критичара. Ингрид Бергман је за своју улогу била награђена Оскаром за најбољу споредну глумицу, док је филм био номинован још у пет категорија: за најбољег глумца (Фини), најбољи адаптирани сценарио, најбољу оригиналну музику, најбољу фотографију и најбољу костимографију.

## Радња
Године 1930, мала Дејзи Армстронг, ћерка британског пуковника Хамиша Армстронга и његове америчке супруге Соње, киднапована је и убијена.
У децембру 1935. године, Херкул Поаро путује Оријент експресом из Истанбула за Лондон. Његов стари пријатељ, сињор Бјанки, директор компаније за спаваћа кола, осигурава му смештај у возу пошто су сви купеи првог разреда већ заузети, што је нетипично за ово доба године. Међу путницима су америчка дама из високог друштва Харијет Белинда Хабард; енглеска гувернанта Мери Дебенам; шведска мисионарка Грета Олсон; амерички бизнисмен Самјуел Рачет са својим секретаром и преводиоцем Хектором Маквином и енглеским батлером Едвардом Бедосом; италијанско-амерички трговац аутомобилима Антонио Фоскарели; старија руска кнегиња Наталија Драгомиров и њена немачка служавка Хилдегарда Шмит; мађарски гроф Рудолф Андрењи и његова супруга Елена; британски пуковник Џон Арбатнот и амерички позоришни агент Сајрус Б. Хардман.
Дан након поласка воза, Рачет тражи од Поароа да му буде телохранитељ јер је добио претње смрћу, али Поаро одбија. Када воз стигне у Београд, Бјанки уступа Поароу свој купе и дели кабину са грчким доктором Ставросом Константином. Снежни нанос у Југославији зауставља воз. Током ноћи, Поароа буди јаук из Рачетовог купеа. Кондуктер Пјер Мишел чује кроз врата како путник тврди да је у питању била само ноћна мора. Следећег јутра Рачет је пронађен мртав – дрогиран и избоден дванаест пута.
Поаро проналази спаљени фрагмент писма који открива прави идентитет убијеног: у питању је амерички гангстер Ланфранко Касети, који је са саучесником извршио отмицу и убиство Дејзи Армстронг. Касети је издао свог саучесника и побегао из земље с новцем од откупнине. Госпођа Армстронг је затим умрла на порођају, а пуковник Армстронг је извршио самоубиство. Француска служавка Полет, која је била осумњичена за саучесништво у отмици, такође је извршила самоубиство пре него што је доказана њена невиност. Бјанки сматра да у Касетијевој смрти има правде.
Поаро проналази разбијени сат који показује 01:15 и закључује да је Касети убијен у то време, када је и чуо јаук. Госпођа Хабард каже да је у свом купеу пронашла дугме са униформе кондуктера и крвави нож у несесеру. Фоскарели тврди да је знао да је Касети био повезан с мафијом и претпоставља да је убијен у мафијашком обрачуну.
Испитујући путнике, Поаро сазнаје да је Маквин син тужиоца из случаја Дејзи Армстронг и да је познавао госпођу Армстронг; Бедос је био ордонанс у британској војсци; Грета Олсон је била у Америци; девојачко презиме грофице Андрењи је Гринвалд (немачки еквивалент „Гринвуд”, девојачког презимена госпође Армстронг); Пјерова ћерка је умрла од шарлаха пет година раније; пуковник Арбатнот и Мери Дебенам планирају да се венчају кад се он разведе; а принцеза Драгомиров је била кума Соње Армстронг. Такође сазнаје да су у домаћинству Армстронгових били батлер, секретар, кувар, шофер и дадиља. Поаро обманом наводи Шмитову да призна да је била куварица. Фоскарели негира да је био шофер, док Хардман тврди да је био Касетијев телохранитељ.
Поаро окупља осумњичене и представља два могућа решења убиства. Прво решење гласи да је Касети био жртва мафијашке освете – неко прерушен у кондуктера ушао је у воз у Београду, убио Касетија, сакрио нож у несесеру госпође Хабард и побегао када је воз стао у снегу. Бјанки и доктор Константин одбацују ову теорију као бесмислену, али Поаро каже да би могли да је преиспитају.
Друго решење повезује све осумњичене. Поред доказа које је извукао од Хардмана, Маквина, Шмитове и кнегиње Драгомиров, Поаро закључује да је грофица Елена заправо млађа сестра госпође Армстронг, Хелена; Мери Дебенам је била секретарица Армстронгових; Бедос њихов батлер; Олсонова дадиља Дејзи Армстронг; Арбатнот близак пријатељ пуковника Армстронга; Фоскарели њихов шофер; Пјер отац служавке Полет; а Хардман није био Касетијев телохранитељ, већ бивши полицајац који је волео Полет Мишел. Госпођа Хабард се открива као Линда Арден, мајка Соње Армстронг и Хелене Андрењи, и организаторка ове „изузетне освете”. Маквин је дрогирао Касетија, што је омогућило завереницима да га заједно убију, сваки задaјући по један убод ножем, укупно дванаест, док су га Андрењијеви изболи заједно. Касети је убијен у 02:00, док је Поаро спавао. Јаук и разбијени сат били су намештени како би Поаро поверовао да се убиство догодило у време када је свако од осумњичених имао алиби.
Поаро тражи од Бјанкија да изабере једно од два решења пре него што се воз ослободи снежног наноса, напомињући да би југословенска полиција вероватно радије прихватила прву, једноставнију теорију о мафијашком убиству. Бјанки бира први сценарио. Доктор Константин и Поаро се слажу, иако се Поаро бори са својом савешћу. Воз наставља своје путовање.

## Улоге
| Глумац          | Улога                                |
| --------------- | ------------------------------------ |
| Алберт Фини     | Херкул Поаро                         |
| Лорен Бакол     | Харијет Белинда Хабард / Линда Арден |
| Мартин Балсам   | Бјанки                               |
| Ингрид Бергман  | Грета Олсон                          |
| Џеклин Бисет    | грофица Хелена Андрењи               |
| Жан-Пјер Касел  | Пјер Пол Мишел                       |
| Шон Конери      | пуковник Џон Арбатнот                |
| Џон Гилгуд      | Едвард Бедос                         |
| Венди Хилер     | кнегиња Наталија Драгомиров          |
| Ентони Перкинс  | Хектор Маквин                        |
| Ванеса Редгрејв | Мери Дебенам                         |
| Рејчел Робертс  | Хилдегарда Шмит                      |
| Ричард Видмарк  | Рачет / Лафранко Касети              |
| Мајкл Јорк      | гроф Рудолф Андрењи                  |
| Колин Блејкли   | Сарјрус Б. Хардман                   |
| Џорџ Кулурис    | др Ставрос Константин                |
| Денис Квили     | Антонио Фоскарели                    |
| Вернон Добчеф   | консијерж                            |